# Kristína Schmiedlová
Kristína Schmiedlová (* 6. August 1997 in Košice) ist eine ehemalige slowakische Tennisspielerin.

## Karriere
Schmiedlová spielt bisher überwiegend auf dem ITF Women’s Circuit, auf dem sie bislang zwei Titel im Einzel gewann. In der slowakischen Extraliga spielt sie für den TC EMPIRE Trnava, mit dem sie 2014 den Titel gewann. Im Februar 2015 trat Schmiedlová in Apeldoorn gegen die Niederlande erstmals für das slowakische Fed-Cup-Team an; sie verlor ihre einzige Partie.
Ihre Schwester Anna Karolína steht seit August 2013 in den Top 100 der Weltrangliste.
Sie hat ihr letztes Profiturnier 2018 bestritten und wird seit Ende 2018 nicht mehr in den Weltranglisten geführt.

## Turniersiege

### Einzel
| Nr. | Datum             | Turnier          | Kategorie   | Belag     | Finalgegnerin    | Ergebnis |
| --- | ----------------- | ---------------- | ----------- | --------- | ---------------- | -------- |
| 1.  | 23. November 2014 | Antalya          | ITF $10.000 | Sand      | Irina Maria Bara | 6:3, 6:2 |
| 2.  | 1. März 2015      | Port El-Kantaoui | ITF $10.000 | Hartplatz | Tereza Malíková  | 7:5, 6:2 |